# Risk (album)
Risk er et album af det amerikanske metalband Megadeth, udgivet i august 1999. Titlen henviser til at Megadeths frontmand Dave Mustaine løb risikoen når han eksperimenterede med de musikalske stilarter på albummet. Udgivelsen var langt fra bandets rødder i thrash metal. Det  blev ikke nogen kommerciel succes, og blev både af fans og Mustaine selv betragtet som en fiasko. Det var også Marty Friedmans sidste album med bandet.
Sangen "Crush 'Em" bliver brugt som intromelodi af den amerikanske wrestling-stjerne Bill Goldberg.

## Spor
1. "Insomnia"
2. "Prince of Darkness"
3. "Enter the Arena"
4. "Crush 'Em"
5. "Breadline"
6. "The Doctor is Calling"
7. "I'll Be There"
8. "Wanderlust"
9. "Ecstasy"
10. "Seven"
11. "Time: The Beginning"
12. "Time: The End"